# 白云街道 (广州市)
白云街道是中华人民共和国广东省广州市越秀区下辖的一个街道。

## 行政区划
白云街道下辖以下地区：
堤畔社区、筑南社区、麟安坊社区、东湖新村社区、湖滨社区、花园新村社区、东船上社区、海印社区、大沙头社区和二沙岛社区。

## 交通

### 地铁
- █广州地铁6号线：东湖站
- █广州地铁10号线：东湖站
- █广州地铁12号线：二沙岛站